# Sumpf-Breitfußbeutelmaus

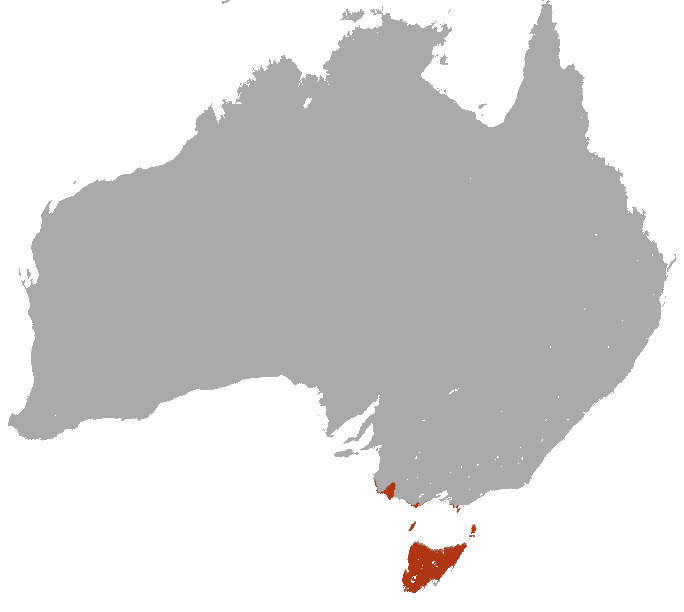
Verbreitungskarte von Antechinus minimus

Antechinus minimus ist eine Beutelsäugerart aus der Gattung der Breitfußbeutelmäuse (Antechinus).

## Verbreitung und Lebensraum
Diese Beutelmaus lebt an der Südostküste Australiens, und zwar in den südlichen Central Highlands und den alpinen Gebiete von Victoria und den äußersten Süden South Australias in der Nähe von Mount Gambier. Weiterhin kommt die Art in Tasmanien und auf den Bass-Strait-Inseln King Island und Flinders Island vor.
Lebensraum der Art sind offene Wälder, unbeweidetes, feuchtes und dichtes Heideland und sumpfiges Grasland mit Adlerfarnen und Sauergrasgewächsen.

## Lebensweise
Antechinus minimus ist nacht- und teilweise dämmerungs-, aber auch tagaktiv. Die Tragzeit liegt in Tasmanien zwischen Mai und Juli. Nach 28 bis 32 Tagen Tragzeit werden zwischen Juli und August 6 bis 8 Junge geboren. Auf dem Festland findet die Fortpflanzung etwa einen Monat früher statt, der Grund dafür ist nicht bekannt. Die Weibchen überleben ein weiteres Jahr, die Männchen allerdings sterben wie alle anderen Arten der Breitfuß-Beutelmäuse nach dem Ende der Paarungszeit. Die Hauptnahrung dieser Art besteht aus Insekten.

## Bedrohung
Antechinus minimus wird von der IUCN als ungefährdet (least concern) gelistet.

## Systematik
Diese Art wurde 1803 als erster Vertreter der Gattung Antechinus von Étienne Geoffroy Saint-Hilaire beschrieben. Er ordnete sie der Gattung der Beutelmarder zu, weshalb sie das Artepitheton minimus (lat. der kleinste) erhielt.
Es werden zwei Unterarten anerkannt:
- A. m. minimus besiedelt Tasmanien und die Inseln der Bass-Straße.
- A. m. maritimus bewohnt das australische Festland.

## Weblink
- Antechinus minimus in der Roten Liste gefährdeter Arten der IUCN 2013.1. Eingestellt von: van Weenen, J. & Menkhorst, P., 2008. Abgerufen am 12. Oktober 2013.